# Доброшинський Ростислав Русланович
Ростисла́в Русла́нович Доброши́нський (нар. 27 жовтня 1996, м. Кам'янець-Подільський, Хмельницька область, Україна — 1 серпня 2017, с. Новозванівка, Попаснянський район, Луганська область, Україна) — старший солдат Збройних сил України, учасник російсько-української війни. Позивний «Добрий».

## Біографія
Народився 1996 року в місті Кам'янець-Подільський на Хмельниччині. 2012 року закінчив Кам'янець-Подільську загальноосвітню школу № 15 та продовжив навчання у місцевому професійному ліцеї.
Під час російської збройної агресії проти України у 2015 році був призваний на військову службу за контрактом Кам'янець-Подільським міськрайонним військовим комісаріатом. Брав участь в антитерористичній операції на території Донецької та Луганської областей. У 2016 році в боях біля Мар'їнки дістав контузію, проходив лікування в госпіталях. З кінця травня 2017 року виконував завдання в районі міста Попасна.
Старший солдат, командир бойової машини 8-го окремого гірсько-штурмового батальйону 10-ї окремої гірсько-штурмової бригади, військова частина А3029.
1 серпня 2017 року близько 19:00 дістав вогнепальне кульового поранення внаслідок обстрілу снайпером опорного пункту біля села Новозванівка Попаснянського району, — куля пробила обидві легені. Помер за 40 хвилин.
|             | Все було дуже спокійно, ми сиділи, розмовляли і в один момент він упав. Це була куля снайпера, випущена з дуже професійної гвинтівки, вона пробила йому дві легені. Ще хвилин сорок він був живий, хоча й без свідомості. Ми закривали йому рану, запускали серце, півтора кілометри несли його, щоб доставити до місця, куди б могла приїхати медична допомога... |
| — побратими | |

Похований 4 серпня в Кам'янці-Подільському, на Алеї Слави міського кладовища.
Залишились мати Оксана Вікторівна, сестра Ірина та бабуся.

## Нагороди та вшанування
- Указом Президента України № 12/2018 від 22 січня 2018 року, за особисту мужність і самовіддані дії, виявлені у захисті державного суверенітету та територіальної цілісності України, зразкове виконання військового обов'язку, нагороджений орденом «За мужність» III ступеня (посмертно)[7].
- Нагороджений відзнакою НГШ, — нагрудним знаком «Учасник АТО».
- Рішенням Кам'янець-Подільської міської ради № 11/44 від 7 листопада 2017 року присвоєне звання «Почесний громадянин міста Кам'янця-Подільського» (посмертно)[8].
- 28 вересня 2018 року на фасаді Кам'янець-Подільської ЗОШ № 15 відкрили меморіальну дошку загиблому на війні випускнику школи[9][10].